# Martha (película de 1974)
Martha es una película de terror de 1974 escrita y dirigida por Rainer Werner Fassbinder para la televisión. Está protagonizada por Margit Carstensen, Karlheinz Böhm y Gisela Fackeldey. Forma parte de una especie de tetralogía, junto a Petra von Kant, Effi Briest y Nora Helmer, sobre la liberación de la mujer desde el reverso negativo.

## Argumento
La bibliotecaria Martha se encuentra de vacaciones en Roma con su padre, que muere en plena calle víctima de un infarto. En la embajada de Alemania, queda fascinada por Helmut, al que volverá a ver más adelante en la boda de unos amigos, donde surge el amor. Una vez casados, Helmut se impone la tarea de educar a su mujer, a la que ve muy mimada e inmadura. Muy dominante y empeñado en que solo viva para él, la tiraniza, le infringe malos tratos, se las apaña para que deje de trabajar en la biblioteca, no deja que se vea con sus antiguos compañeros de trabajo y amigos, y finalmente le prohíbe que salga de la casa. Con los nervios destrozados, aún cuando por un lado intenta satisfacer al marido en sus decisiones y por otro se empeña en mostrar sumisión y comprensión respecto a la dinámica de su matrimonio, pide ayuda finalmente a Kaiser, un compañero de la biblioteca. 

## Reparto
- Margit Carstensen (Martha)
- Karlheinz Böhm (Helmut)
- Gisela Fackeldey (madre)
- Barbara Valentin (Marianne)
- Ingrid Caven (Ilse)
- Wolfgang Schenck (jefe)
- Günther Lamprecht (doctor Salomon)
- Peter Chatel (Kaiser)
- Ortrud Beginnen (Erna)
- Adrian Hoven (padre).

## Producción
Martha fue filmada en 1973, inmediatamente antes del rodaje de Todos nos llamamos Alí , pero se emitió después del estreno en cines de esta última. Filmada en el verano de 1973, durante los últimos tres meses de un descanso de un año del rodaje de Effi Briest . Fue producida por la cadena de televisión WDR a un coste de aproximadamente 500.000 marcos alemanes. Fassbinder tenía más de su presupuesto habitual y pudo filmar las escenas italianas e incorporar un estilo de cámara elaborado con algunos efectos visuales creativos como el plano circular con plataforma, cuando Martha y Helmut se cruzan por primera vez en Roma. Martha se rodó en película de 16 mm y se emitió en la televisión ARD el 28 de mayo de 1974. Desde entonces, la película ha sido restaurada y tuvo su estreno en cines en 35 mm en el Festival de Cine de Venecia en septiembre de 1994 y se volvió a estrenar en Alemania el 18 de noviembre de 1994.